# 미쓰비시UFJ신탁은행
미쓰비시 UFJ 신탁은행 주식회사 三菱UFJ信託銀行株式会社, みつびしユーエフジェイしんたくぎんこう (약칭: MUTB)은 2005년 10월에 미쓰비시 UFJ 파이낸셜그룹의 합병과 동시에 발족한 일본의 신탁은행이다. 신탁업무로는 미쓰이 신탁은행에 이어 일본 국내 제2위의 규모를 가지고 있다.
구 미쓰비시 도쿄 파이낸셜그룹(三菱東京フィナンシャルグループ) 산하의 상업은행부문이었던 도쿄미쓰비시은행(東京三菱銀行)이 UFJ은행(UFJ銀行)과 합병한 것과 같이 신탁은행부문이었던 미쓰비시신탁은행(三菱信託銀行)과 UFJ홀딩스(UFJホールディングス) 산하에 있던 구 산와은행(三和銀行) 계열의 구 UFJ신탁은행(UFJ信託銀行)(구 토요신탁은행(UFJ東洋信託銀行))이 합병하며 탄생했다.